# Николо-Медведский монастырь
Нико́ло-Медве́дский монасты́рь (иначе Николо-Медведовский или Никольско-Медведовский монастырь) — бывший православный монастырь в Новой Ладоге.

## История
Монастырь основан, предположительно, в XIV или XV веке на полуострове Медведец — в Водской пятине Новгородской республики.
Монастырь неоднократно разрушался иноземцами. Наиболее серьёзные разрушения были сделаны в 1583 году немецкими рыцарями.
В комплекс монастыря входили Никольский собор XVI века и трапезная церковь Иоанна Богослова XVI века, капитально перестроенная в конце XIX века.
В январе 1611 году у монастыря состоялось сражение отряда Семибоярщины во главе Григория Константиновича Волконского с интервентами. В 1633 году монастырь посетил известный путешественник Адам Олеарий. В 1651 году монастырь был приписан к Саввину Сторожевскому монастырю.
В 1702 году по приказу царя Петра I территория Николо-Медведского монастыря была обнесена земляным валом и рвом (это сделано во время Северной войны в фортификационных целях).
Не позднее 1704 года Николо-Медведский монастырь был упразднён для постройки на его месте Новоладожской верфи, давшей впоследствии начало городу Новая Ладога, а братия переведена в Староладожский Иоанно-Предтеченский монастырь.
В 1703—1704 годах к югу от упраздненного Николо-Медведского монастыря была поставлена перевезенная из Старой Ладоги деревянная соборная церковь св. Климента, заложенная в 1153 году епископом Новгородским Нифонтом (скорее всего, сам корпус церкви был к тому времени не раз перестроен), также другую деревянную церковь — Спасскую, служившую зимней при летней Климентской. В XVIII веке они были заменены каменными: в 1741 году — Климентская, а в 1758 году — и Спасская.
С 1710 по 1726 года земли монастыря принадлежали А. Д. Меньшикову.
В начале XX века в ризнице Николаевского собора хранились иконы XV века, оловянные сосуды, ковши петровских времен, блюда времени шведского нашествия.

## Сохранившиеся строения
- Земляной вал с остатками стены, железной решётки и следами рва
- Восточные ворота кладбища
- Южные ворота кладбища (ограда церкви Иоанна Богослова)
- Храм Иоанна Богослова с приделом Рождества Богородицы и колокольней середины XVIII в. —  Объект культурного наследия народов РФ регионального значения. Рег. № 471710827580005 (ЕГРОКН). Объект № 4700192001 (БД Викигида)
- Никольский собор —  Объект культурного наследия народов РФ федерального значения. Рег. № 471510330530006 (ЕГРОКН). Объект № 4710018001 (БД Викигида)

## Настоятели
- игумен Иосиф (1582—1588)
- игумен Феодорит (1588, 1617)
- игумен Нифонт (1628)[5]
- игумен Киприан (1648—1651)
- строитель Мисаил (1651)
- строитель Митрофан (1653)
- строитель Иринарх (1656—1658)
- строитель Иосиф (1658, 1659)
- строитель Савватий (1660)
- строитель Геннадий (1661—1662).
- строитель Иоанн (1663)
- строитель Иона(1664—1668)
- строитель Феодосий (1668)
- строитель Леонтий (Моренцов) (1669, 1670)
- строитель Иринарх (1672, 1673)
- строитель Гавриил (1677)
- строитель Сергий (1681)
- строитель Авраам (1697)
- строитель Иосиф (1698)
- архимандрит Арсений (1917)[8]